# Società Sportiva Calcio Campania 1980-1981
Questa voce raccoglie le informazioni riguardanti la Società Sportiva Calcio Campania nelle competizioni ufficiali della stagione 1980-1981.

## Rosa
| N. |                   | Ruolo | Calciatore          |
| -- | ----------------- | ----- | ------------------- |
|    | Italia (bandiera) | C     | Califano Eduardo    |
|    | Italia (bandiera) | A     | Antonio Arena       |
|    | Italia (bandiera) | D     | Giuseppe Belfiore   |
|    | Italia (bandiera) |       | Bolognini           |
|    | Italia (bandiera) | D     | Vincenzo Carannante |
|    | Italia (bandiera) |       | Conti               |
|    | Italia (bandiera) | D     | Gaetano Costa       |
|    | Italia (bandiera) |       | Del Giudice         |
|    | Italia (bandiera) | P     | Genesio Del Prete   |
|    | Italia (bandiera) | D     | Eugenio De Min      |
|    | Italia (bandiera) |       | Esposito            |
|    | Italia (bandiera) | D     | Rosario Facciorusso |
|    | Italia (bandiera) | D     | Eduardo Gargiulo    |
|    | Italia (bandiera) | C     | Bruno Govetto       |

| N. |                   | Ruolo | Calciatore          |
| -- | ----------------- | ----- | ------------------- |
|    | Italia (bandiera) | C     | Sebastiano Grassi   |
|    | Italia (bandiera) | C     | Maurizio Improta    |
|    | Italia (bandiera) | C     | Vincenzo Liguori    |
|    | Italia (bandiera) |       | Mango               |
|    | Italia (bandiera) | C     | Giuseppe Mecca      |
|    | Italia (bandiera) | C     | Vincenzo Morbile    |
|    | Italia (bandiera) |       | Notariale           |
|    | Italia (bandiera) | A     | Francesco Puntureri |
|    | Italia (bandiera) | C     | Agostino Rosaclerio |
|    | Italia (bandiera) | A     | Orazio Sorbello     |
|    | Italia (bandiera) | P     | Vito Stenta         |
|    | Italia (bandiera) | D     | Pasquale Villapiano |
|    | Italia (bandiera) | C     | Faraca Attilio      |